# 美西林
美西林（INN：Mecillinam；USAN：Amdinocillin）是一種广谱半合成青霉素，對革兰氏阴性菌作用强，也可用來治療傷寒和副伤寒。其口服利用率很差，匹美西林則是針對此缺陷開發出來的。
這種藥物是荷蘭製藥公司“Leo Pharmaceutical Products”（今利奥制药）研發出來的，最初代號為FL 1060，1972年面世。